# Premio Feroz
I Premi Feroz sono riconoscimenti istituiti nel 2014 e assegnati ogni anno dall'Associazione dei Giornalisti Cinematografici di Spagna, con l'obiettivo di premiare l'eccellenza nella produzione audiovisiva nazionale, sia cinematografica che televisiva. Sebbene inizialmente pensati esclusivamente per il cinema, dalla quarta edizione in poi i premi si sono estesi anche al settore televisivo.

## Storia
Furono creati nel novembre 2013 dalla Asociación de Informadores Cinematográficos de España (AICE), un gruppo variegato composto da oltre 240 giornalisti e critici (a dicembre 2022) impegnati a informare su cinema e serie televisive, radio, stampa e Internet in tutta la Spagna. La loro prima cerimonia di consegna dei premi si è tenuta il 27 gennaio 2014.
La preparazione ebbe inizio con le prime votazioni in due turni, che stabilirono i nominati a partire da dicembre 2013. L'intenzione di questi riconoscimenti è quella di fungere da preludio ai Premi Goya, tanto da essere definiti i Golden Globe spagnoli.
All'inizio, i premi comprendevano undici categorie: film drammatico, commedia, regia cinematografica, attore e attrice protagonisti, attore e attrice non protagonisti, sceneggiatura, colonna sonora originale, trailer e locandina cinematografica. Inoltre, venivano assegnati due premi aggiuntivi, il Feroz de Honor e il Premio Speciale a un film che avrebbe meritato una sorte migliore nella sua carriera commerciale. Questi due riconoscimenti sono scelti dal Comitato Organizzatore dei premi.
A partire dalla quarta edizione, furono introdotti anche i premi per le serie televisive, nonché per attori e attrici della televisione, sia nelle categorie da protagonista che da non protagonista; furono altresì istituiti premi per i documentari.
Dalla nona edizione, svoltasi nel 2022, il Premio Speciale e il riconoscimento per il miglior documentario furono sostituiti dal Premio Feroz Arrebato di finzione e dal Premio Feroz Arrebato di non finzione, due categorie pensate per evidenziare opere caratterizzate da contributi innovativi e/o da risultati artistici eccezionali. I nominati vengono selezionati da due comitati dei premi, mentre i vincitori sono stabiliti tramite il voto di tutti i soci dell'AICE e annunciati durante la cerimonia di consegna.
La decima edizione, celebrata nel 2023, comprende 21 categorie grazie all'inserimento del premio per la miglior sceneggiatura di una serie. In particolare, si compone di undici sezioni dedicate al cinema, sette dedicate alle serie, oltre ai due Premi Feroz Arrebato e al Feroz de Honor.

## Requisiti
Per poter concorrere a questi premi, i film devono rispettare alcune condizioni: devono essere stati distribuiti nell'anno precedente la consegna dei riconoscimenti e devono aver tenuto almeno una o più proiezioni per la stampa prima dell'uscita commerciale, almeno nelle città di Madrid e Barcellona. In alternativa, il film deve essere stato reso disponibile online per la visione al pubblico prima del debutto commerciale.

## Categorie
Le categorie cinematografiche e il Premio Feroz d'Onore vengono assegnati fin dalla prima edizione dei premi, mentre le categorie televisive vengono assegnate a partire dalla quarta edizione.

### Cinema
- Miglior film drammatico
- Miglior commedia
- Miglior regista
- Miglior sceneggiatura
- Miglior attore protagonista
- Miglior attrice protagonista
- Miglior attore non protagonista
- Miglior attrice non protagonista
- Miglior Musica Originale
- Miglior trailer
- Miglior locandina

### Serie
- Miglior serie drammatica (dal 2017).
- Miglior serie comica (dal 2017).
- Miglior scrittura per una serie (dal 2023).
- Miglior attore protagonista in una serie (dal 2017).
- Miglior attrice protagonista in una serie (dal 2017).
- Miglior attore non protagonista in una serie (dal 2017).
- Miglior attrice non protagonista in una serie (dal 2017).

### Premi speciali
- Premio d'onore Feroz
- Premio Speciale per un film che avrebbe meritato più fortuna nella sua carriera commerciale (tra il 2014 e il 2021).
- Miglior documentario (tra il 2017 e il 2021).
- Premio Feroz Arrebato per la narrativa (dal 2022).
- Premio Feroz Arrebato per la saggistica (dal 2022).